# Hrvanje na OI 2016.
Hrvanje na OI 2016. u Rio de Janeiru održavalo se od 14. do 21. kolovoza u dvorani tri Centra Olímpico de Treinamento. Natjecalo se 344 hrvača u 18 kategorija. 
Hrvatska je imala jednog predstavnika Božu Starčevića u kategoriji do 75 kg. Starčević je u prvom kolu pobijedio Turčina Selçuka Çebia s 2:1, u četvrtfinalu je pobijedio Amerikanca Andyja Biseka s 2:0. U polufinalnoj borbi bio je bolji od Rusa Vlasova, ali suci mu nisu dodijelili čiste bodove, koji su se na koncu pokazali presudnima. Te je na kraju poražen s 6:3.  U borbi za brončanu medalju izgubio je od Južnokorejanca Kim Hyeon-wooa s 6:4.

## Osvajači medalja

### Muškarci slobodni stil
| Kategorija | Zlato                            | Srebro                      | Bronca                                                |
| 57 kg      | Vladimer Khinchegashvili Gruzija | Rei Higuchi Japan           | Haji Aliyev Azerbajdžan Hassan Rahimi Iran            |
| 65 kg      | Soslan Ramonov Rusija            | Toghrul Asgarov Azerbajdžan | Frank Chamizo Italija Ikhtiyor Navruzov Uzbekistan    |
| 74 kg      | Hassan Yazdani Iran              | Aniuar Geduev Rusija        | Jabrayil Hasanov Azerbajdžan Soner Demirtaş Turska    |
| 86 kg      | Abdulrashid Sadulaev Rusija      | Selim Yaşar Turska          | Sharif Sharifov Azerbajdžan J'den Cox SAD             |
| 97 kg      | Kyle Snyder SAD                  | Khetag Gazyumov Azerbajdžan | Albert Saritov Rumunjska Magomed Ibragimov Uzbekistan |
| 125 kg     | Taha Akgül Turska                | Komeil Ghasemi Iran         | Ibrahim Saidau Bjelorusija Geno Petriashvili Gruzija  |

### Muškarci grčko-rimski stil
| Kategorija | Zlato                     | Srebro                     | Bronca                                                  |
| 59 kg      | Ismael Borrero Kuba       | Shinobu Ota Japan          | Elmurat Tasmuradov Uzbekistan Stig André Berge Norveška |
| 66 kg      | Davor Štefanek Srbija     | Migran Arutyunyan Armenija | Shmagi Bolkvadze Gruzija Rasul Chunayev Azerbajdžan     |
| 76 kg      | Roman Vlasov Rusija       | Mark Madsen Danska         | Kim Hyeon-woo Južna Koreja Saeid Abdevali Iran          |
| 85 kg      | Davit Chakvetadze Rusija  | Zhan Beleniuk Ukrajina     | Javid Hamzatau Bjelorusija Denis Kudla Njemačka         |
| 98 kg      | Artur Aleksanyan Armenija | Yasmany Lugo Kuba          | Cenk İldem Turska Ghasem Rezaei Iran                    |
| 130 kg     | Mijaín López Kuba         | Riza Kayaalp Turska        | Sabah Shariati\| Azerbajdžan Sergey Semenov Rusija      |

### Žene
| Kategorija | Zlato              | Srebro                      | Bronca                                                 |
| 48 kg      | Eri Tosaka Japan   | Marija Stadnik Azerbajdžan  | Sun Yanan NR Kina Elica Jankova Bugarska               |
| 53 kg      | Helen Maroulis SAD | Saori Yoshida Japan         | Nataliya Synyshyn Azerbajdžan Sofia Mattsson Švedska   |
| 58 kg      | Kaori Icho Japan   | Valeria Koblova Rusija      | Marwa Amri Tunis Sakši Malik Indija                    |
| 63 kg      | Risako Kawai Japan | Maryia Mamashuk Bjelorusija | Yekaterina Larionova Kazahstan Monika Michalik Poljska |
| 69 kg      | Sara Dosho Japan   | Natalija Vorobiova Rusija   | Elmira Sizdikova Kazahstan Jenny Fransson Švedska      |
| 75 kg      | Erica Wiebe Kanada | Guzel Manyurova Kazahstan   | Zhang Fengliu NR Kina Ekaterina Bukina Rusija          |

## Vanjske poveznice
- Međunarodna hrvačka organizacija  Arhivirana inačica izvorne stranice od 14. rujna 2012. (Wayback Machine)